# Pizzo di Claro
Il Pizzo di Claro, detto anche Visagno, è una montagna del Canton Ticino, situata nella località di Claro. È l'ultima vetta a meridione dell'articolata costola del Gruppo dell'Adula. I suoi fianchi separano il distretto di Bellinzona dalla Val Calanca. Sulle sue pendici si trova il laghetto di Canee.

## Descrizione
Si erge dal fondovalle del versante occidentale per oltre 2400 metri. La cima vera e propria si trova a quota 2727m s.l.m affacciandosi sulla Valle di Cresciano, mentre l'anticima, di 7m più bassa, anche detta "cima sud" si affaccia sul bellinzonese e la Valle Riviera. 
Le due cime sono collegate da una facile cresta lunga circa 150 m; questa struttura ne fa nel suo versante nord-occidentale un enorme trapezio ben visibile in buona parte della Valle Leventina.

Il versante che si affaccia sulla valle del Ticino è diviso in due dalla costola del Pienloscion, formando a sud la conca del lago Canee e a nord il finale della valle di Cresciano. La vetta con la sua mole imponente dai profili marcati e dalle linee eleganti è costante presenza nel paesaggio del bellinzonese. Il poeta Giorgio Orelli nella sua poesia Dio vuole ch'è sabato così ne parla:

## Geologia
La montagna è composta principalmente da diversi tipi di Gneiss granitici, tipici della regione. Avvicinandosi alla vetta, diventano frequenti le Anfiboliti(comunque sempre affiancate dallo Gneiss) e si possono trovare alcune Eclogiti, indici di un alto grado di metamorfismo.
La cresta del Pienloscion, la cresta nord-est (che conduce al Torrone Rosso) e lo sperone sud sono costituite da Gneiss con alcune Anfiboliti e talvolta rocce ultamafiche. La parte sommitale, comprese le due cime, presentano invece materiale marmoreo.

## Vie d'ascesa

### Via normale dalla Calanca - difficoltà: T4
L'itinerario più facile e breve parte dai monti sopra Arvigo, in Val Calanca, ai quali si può giungere in auto attraverso una strada di montagna. Arrivati all'alpe di Stabveder, a quota 1948m, si intraprende il percorso a piedi verso ovest, scavalcando una prima cresta, dalla quale si proseguirà su un sentiero pianeggiante fino a giungere ai piedi della parte sommiate del pizzo. Da lì, il sentiero diventa un po' più difficile (T4, nella classificazione Svizzera) proseguendo in una ripida pietraia a forma di anfiteatro detta val Granda. Una volta usciti dal canalone, ci si ritrova a percorrere nuovamente una parte pianeggiante (sebbene ci si trovi su un pendio piuttosto ripido) che porta all'ultima salita verso la cresta a quota 2660m. Una volta raggiunta la cresta, si percorrono ancora pochi metri e si sbuca sulla parte sommiate, appena sotto la cima nord. Per raggiungere la cima sud, basta percorrere la facile cresta lunga un centinaio di metri.

### Via normale da Claro - difficoltà: T4
Dal paese di Claro parte una moltitudine di sentieri che sale le pendici della montagna. Partendo dalla frazione di Scubiago (300m s.l.m) si imbocca il sentiero che sale nel bosco di pini e in circa un'ora di cammino conduce a Moncrino (805 m s.l.m). Da qui si continua in salita verso i monti di Benz e si sale attraverso un ripido bosco di abeti fino all'alpe Peurett a quota 1745m s.l.m. Scegliendo la via che conduce al laghetto di Canée, si prosegue su un sentiero in pendenza che conduce appunto al lago. Giunti al laghetto, il sentiero diventa più difficile da trovare man mano che si avanza nella pietraia e aumenta in difficoltà (T4). Avvicinandosi alla cima l'itinerario diventa ancora più ripido, fino ad arrivare alla cima sud. 
Come itinerario non è molto più difficile rispetto a quello dalla Val Calanca, ma è più faticoso in quanto presenta un dislivello (quasi 2500m verticali) e una lunghezza complessiva maggiore. Il tempo di salita va dalle 7 alle 8 ore.

### Via sud (Monti di Saurù) - difficoltà: T4
Una via più lunga, che viene solitamente percorsa in due giorni; prevede la salita dal paese di Lumino fino ai monti di Saurù a quota 1300m s.l.m, ai quali si può giungere pure con una teleferica dal piano. Da Saurù si possono intraprendere due sentieri di diversa lunghezza che conducono alla Capanna Brogoldone, situata su un terrazzo a 1906m di altezza dalla quale si ha una vista panoramica sul bellinzonese. Proseguendo verso nord, si supera il bivio per il Pizzo Molinera e si raggiunge la cresta nei pressi del passo di Mem, che conduce fino alla base dello sperone sud. Da qui si scende verso il lago di Canée per incrociare il sentiero che sale da Claro, sul quale si prosegue salendo fino alla cima.

### Via Lumino - difficoltà: T5
Simile alla via sud, segue lo spartiacque fra la valle Riviera e la val Calanca. Una volta superato il passo di Mem, si segue la cresta fino allo sperone sud, sul quale si intraprende una via più ripida e difficile (T5), con alcuni passaggi di arrampicata fino al grado II che porta direttamente alla cima sud.

### Parete Nord - difficoltà: AD
Itinerario alpinistico difficile, che comprende passi di scalata fino al terzo grado. Dall'alpe di Simidi si sale il ripido pendio verso il Torrone Rosso (2332m s.l.m), arrivati su questa cima, si segue la cresta che avvolge il laghetto di Canée e conduce alla cima Nord a quota 2727m s.l.m.

## Gara di corsa in salita
In ottobre si svolge una corsa in salita, chiamata Claro-Pizzo, lungo il sentiero che conduce da Claro alla cima sud. L'evento conta circa 200 partecipanti ogni anno e permette agli atleti di affrontare un dislivello di 2500m lungo un percorso di 9.2km.

## Galleria d'immagini

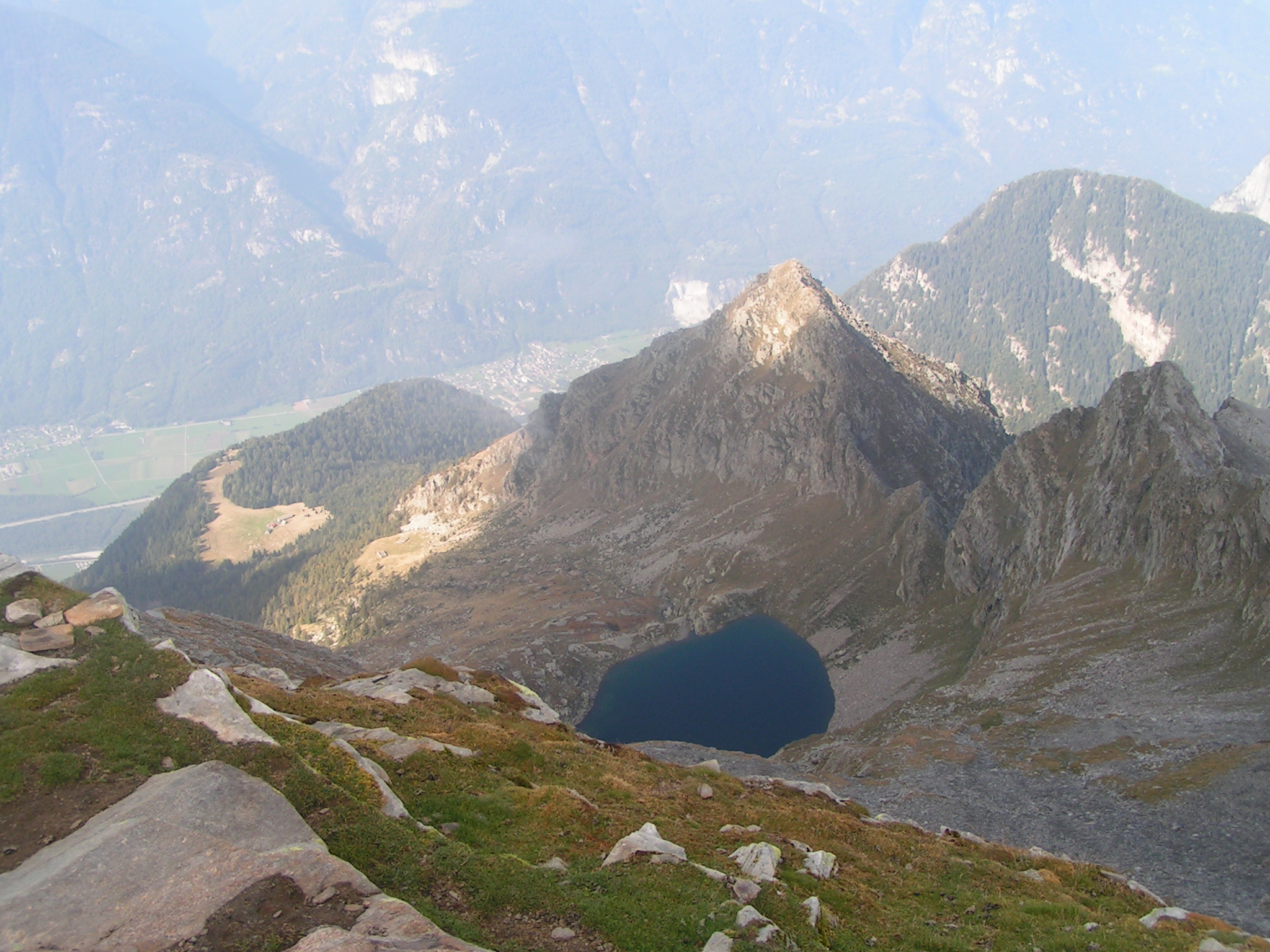
la conca del lago Canee e la costola del Pienloscion
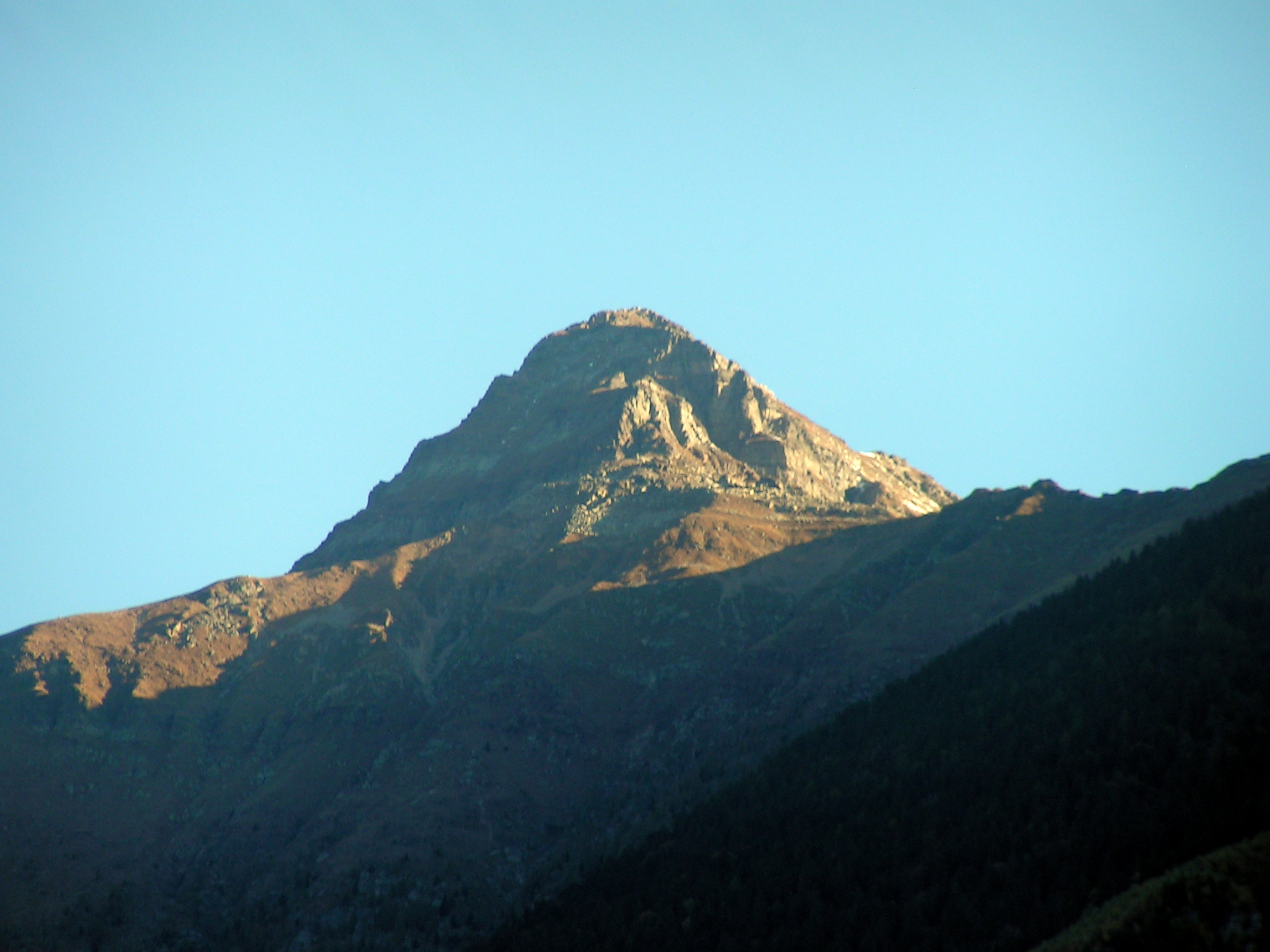
Sommità meridionale
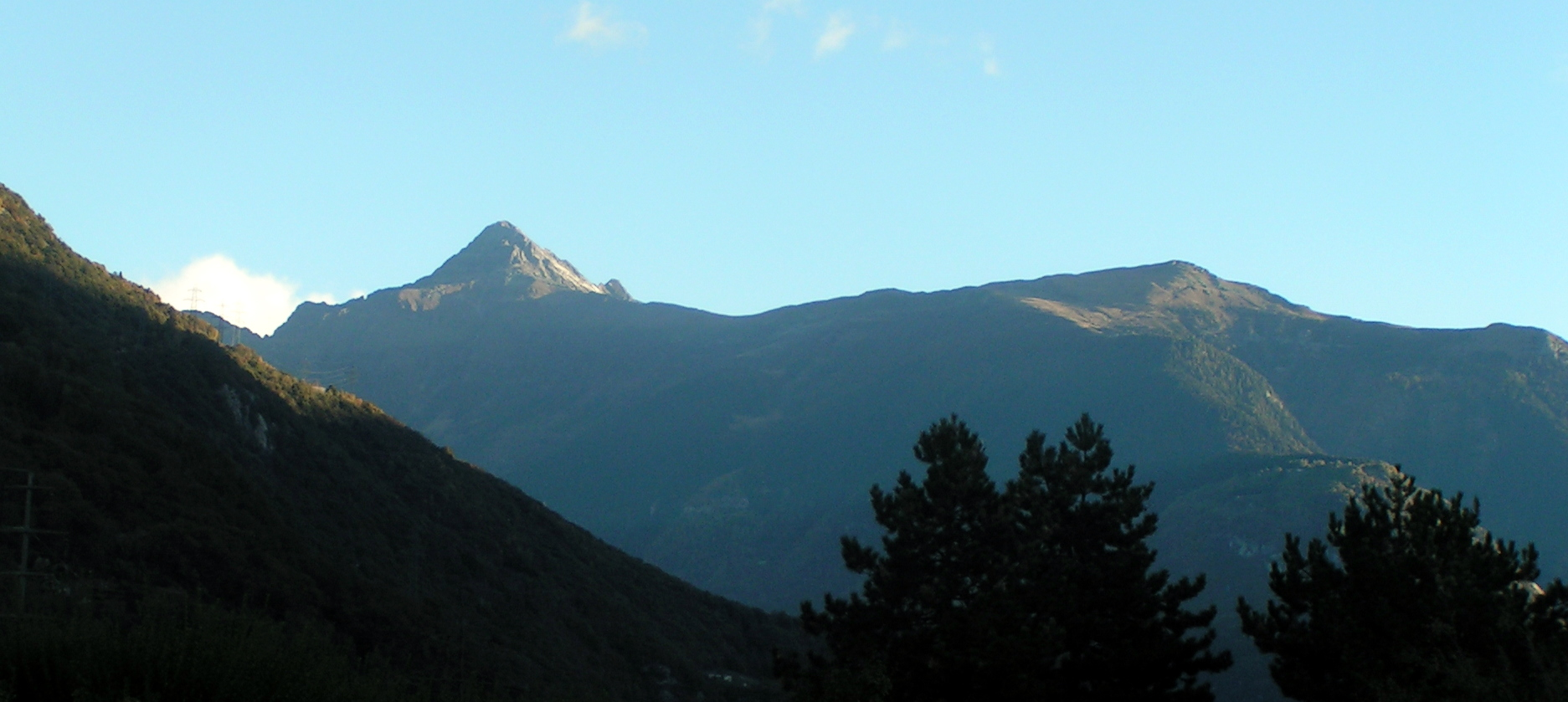
Veduta dal bellinzonese
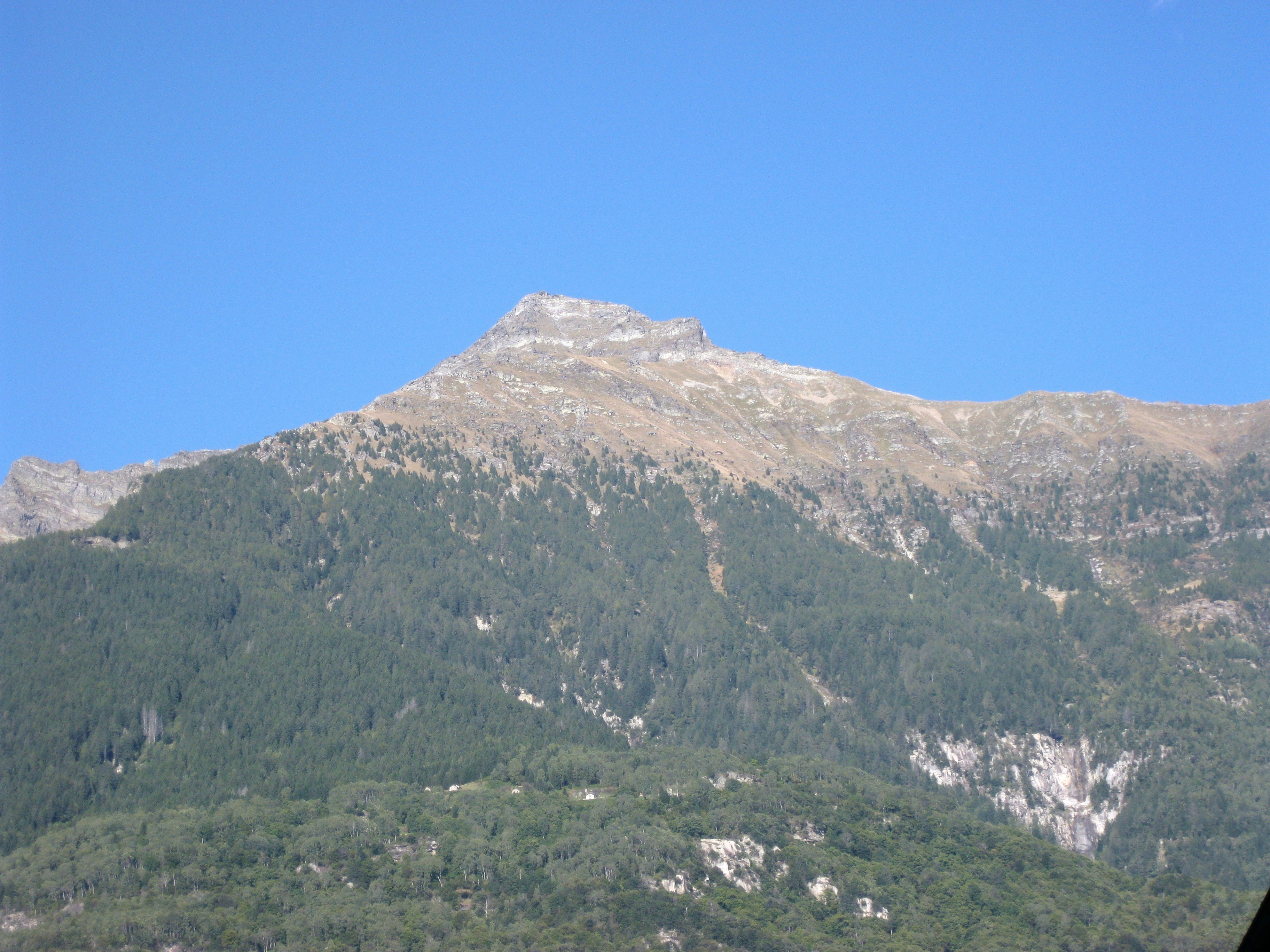
Veduta da Preonzo.